# 1253
Portal Geschichte | Portal Biografien | Aktuelle Ereignisse | Jahreskalender | Tagesartikel

◄ |
12. Jahrhundert |
13. Jahrhundert
| 14. Jahrhundert | ►

◄ |
1220er |
1230er |
1240er |
1250er
| 1260er | 1270er | 1280er | ►

◄◄ |
◄ |
1249 |
1250 |
1251 |
1252 |
1253
| 1254 | 1255 | 1256 | 1257 | ► | ►►
Staatsoberhäupter  · Nekrolog
| Januar | Januar | Januar | Januar | Januar | Januar | Januar | Januar |
| Kw     | Mo     | Di     | Mi     | Do     | Fr     | Sa     | So     |
| ------ | ------ | ------ | ------ | ------ | ------ | ------ | ------ |
| 1      |        |        | 1      | 2      | 3      | 4      | 5      |
| 2      | 6      | 7      | 8      | 9      | 10     | 11     | 12     |
| 3      | 13     | 14     | 15     | 16     | 17     | 18     | 19     |
| 4      | 20     | 21     | 22     | 23     | 24     | 25     | 26     |
| 5      | 27     | 28     | 29     | 30     | 31     |        |        |

| Februar | Februar | Februar | Februar | Februar | Februar | Februar | Februar |
| Kw      | Mo      | Di      | Mi      | Do      | Fr      | Sa      | So      |
| ------- | ------- | ------- | ------- | ------- | ------- | ------- | ------- |
| 5       |         |         |         |         |         | 1       | 2       |
| 6       | 3       | 4       | 5       | 6       | 7       | 8       | 9       |
| 7       | 10      | 11      | 12      | 13      | 14      | 15      | 16      |
| 8       | 17      | 18      | 19      | 20      | 21      | 22      | 23      |
| 9       | 24      | 25      | 26      | 27      | 28      |         |         |

| März | März | März | März | März | März | März | März |
| Kw   | Mo   | Di   | Mi   | Do   | Fr   | Sa   | So   |
| ---- | ---- | ---- | ---- | ---- | ---- | ---- | ---- |
| 9    |      |      |      |      |      | 1    | 2    |
| 10   | 3    | 4    | 5    | 6    | 7    | 8    | 9    |
| 11   | 10   | 11   | 12   | 13   | 14   | 15   | 16   |
| 12   | 17   | 18   | 19   | 20   | 21   | 22   | 23   |
| 1    | 24   | 25   | 26   | 27   | 28   | 29   | 30   |
| 14   | 31   |      |      |      |      |      |      |

| April | April | April | April | April | April | April | April |
| Kw    | Mo    | Di    | Mi    | Do    | Fr    | Sa    | So    |
| ----- | ----- | ----- | ----- | ----- | ----- | ----- | ----- |
| 14    |       | 1     | 2     | 3     | 4     | 5     | 6     |
| 15    | 7     | 8     | 9     | 10    | 11    | 12    | 13    |
| 16    | 14    | 15    | 16    | 17    | 18    | 19    | 20    |
| 17    | 21    | 22    | 23    | 24    | 25    | 26    | 27    |
| 18    | 28    | 29    | 30    |       |       |       |       |

| Mai | Mai | Mai | Mai | Mai | Mai | Mai | Mai |
| Kw  | Mo  | Di  | Mi  | Do  | Fr  | Sa  | So  |
| --- | --- | --- | --- | --- | --- | --- | --- |
| 18  |     |     |     | 1   | 2   | 3   | 4   |
| 19  | 5   | 6   | 7   | 8   | 9   | 10  | 11  |
| 20  | 12  | 13  | 14  | 15  | 16  | 17  | 18  |
| 21  | 19  | 20  | 21  | 22  | 23  | 24  | 25  |
| 22  | 26  | 27  | 28  | 29  | 30  | 31  |     |

| Juni | Juni | Juni | Juni | Juni | Juni | Juni | Juni |
| Kw   | Mo   | Di   | Mi   | Do   | Fr   | Sa   | So   |
| ---- | ---- | ---- | ---- | ---- | ---- | ---- | ---- |
| 22   |      |      |      |      |      |      | 1    |
| 23   | 2    | 3    | 4    | 5    | 6    | 7    | 8    |
| 24   | 9    | 10   | 11   | 12   | 13   | 14   | 15   |
| 25   | 16   | 17   | 18   | 19   | 20   | 21   | 22   |
| 26   | 23   | 24   | 25   | 26   | 27   | 28   | 29   |
| 27   | 30   |      |      |      |      |      |      |

| Juli | Juli | Juli | Juli | Juli | Juli | Juli | Juli |
| Kw   | Mo   | Di   | Mi   | Do   | Fr   | Sa   | So   |
| ---- | ---- | ---- | ---- | ---- | ---- | ---- | ---- |
| 27   |      | 1    | 2    | 3    | 4    | 5    | 6    |
| 2    | 7    | 8    | 9    | 10   | 11   | 12   | 13   |
| 29   | 14   | 15   | 16   | 17   | 18   | 19   | 20   |
| 30   | 21   | 22   | 23   | 24   | 25   | 26   | 27   |
| 31   | 28   | 29   | 30   | 31   |      |      |      |

| August | August | August | August | August | August | August | August |
| Kw     | Mo     | Di     | Mi     | Do     | Fr     | Sa     | So     |
| ------ | ------ | ------ | ------ | ------ | ------ | ------ | ------ |
| 31     |        |        |        |        | 1      | 2      | 3      |
| 32     | 4      | 5      | 6      | 7      | 8      | 9      | 10     |
| 33     | 11     | 12     | 13     | 14     | 15     | 16     | 17     |
| 34     | 18     | 19     | 20     | 21     | 22     | 23     | 24     |
| 35     | 25     | 26     | 27     | 28     | 29     | 30     | 31     |

| September | September | September | September | September | September | September | September |
| Kw        | Mo        | Di        | Mi        | Do        | Fr        | Sa        | So        |
| --------- | --------- | --------- | --------- | --------- | --------- | --------- | --------- |
| 36        | 1         | 2         | 3         | 4         | 5         | 6         | 7         |
| 37        | 8         | 9         | 10        | 11        | 12        | 13        | 14        |
| 38        | 15        | 16        | 17        | 18        | 19        | 20        | 21        |
| 39        | 22        | 23        | 24        | 25        | 26        | 27        | 28        |
| 40        | 29        | 30        |           |           |           |           |           |

| Oktober | Oktober | Oktober | Oktober | Oktober | Oktober | Oktober | Oktober |
| Kw      | Mo      | Di      | Mi      | Do      | Fr      | Sa      | So      |
| ------- | ------- | ------- | ------- | ------- | ------- | ------- | ------- |
| 40      |         |         | 1       | 2       | 3       | 4       | 5       |
| 41      | 6       | 7       | 8       | 9       | 10      | 11      | 12      |
| 42      | 13      | 14      | 15      | 16      | 17      | 18      | 19      |
| 43      | 20      | 21      | 22      | 23      | 24      | 25      | 26      |
| 44      | 27      | 28      | 29      | 30      | 31      |         |         |

| November | November | November | November | November | November | November | November |
| Kw       | Mo       | Di       | Mi       | Do       | Fr       | Sa       | So       |
| -------- | -------- | -------- | -------- | -------- | -------- | -------- | -------- |
| 44       |          |          |          |          |          | 1        | 2        |
| 45       | 3        | 4        | 5        | 6        | 7        | 8        | 9        |
| 46       | 10       | 11       | 12       | 13       | 14       | 15       | 16       |
| 47       | 17       | 18       | 19       | 20       | 21       | 22       | 23       |
| 48       | 24       | 25       | 26       | 27       | 28       | 29       | 30       |

| Dezember | Dezember | Dezember | Dezember | Dezember | Dezember | Dezember | Dezember |
| Kw       | Mo       | Di       | Mi       | Do       | Fr       | Sa       | So       |
| -------- | -------- | -------- | -------- | -------- | -------- | -------- | -------- |
| 49       | 1        | 2        | 3        | 4        | 5        | 6        | 7        |
| 50       | 8        | 9        | 10       | 11       | 12       | 13       | 14       |
| 51       | 15       | 16       | 17       | 18       | 19       | 20       | 21       |
| 52       | 22       | 23       | 24       | 25       | 26       | 27       | 28       |
| 1        | 29       | 30       | 31       |          |          |          |          |

| Januar | Januar | Januar | Januar | Januar | Januar | Januar | Januar |
| Kw     | Mo     | Di     | Mi     | Do     | Fr     | Sa     | So     |
| ------ | ------ | ------ | ------ | ------ | ------ | ------ | ------ |
| 1      |        |        | 1      | 2      | 3      | 4      | 5      |
| 2      | 6      | 7      | 8      | 9      | 10     | 11     | 12     |
| 3      | 13     | 14     | 15     | 16     | 17     | 18     | 19     |
| 4      | 20     | 21     | 22     | 23     | 24     | 25     | 26     |
| 5      | 27     | 28     | 29     | 30     | 31     |        |        |

| Februar | Februar | Februar | Februar | Februar | Februar | Februar | Februar |
| Kw      | Mo      | Di      | Mi      | Do      | Fr      | Sa      | So      |
| ------- | ------- | ------- | ------- | ------- | ------- | ------- | ------- |
| 5       |         |         |         |         |         | 1       | 2       |
| 6       | 3       | 4       | 5       | 6       | 7       | 8       | 9       |
| 7       | 10      | 11      | 12      | 13      | 14      | 15      | 16      |
| 8       | 17      | 18      | 19      | 20      | 21      | 22      | 23      |
| 9       | 24      | 25      | 26      | 27      | 28      |         |         |

| März | März | März | März | März | März | März | März |
| Kw   | Mo   | Di   | Mi   | Do   | Fr   | Sa   | So   |
| ---- | ---- | ---- | ---- | ---- | ---- | ---- | ---- |
| 9    |      |      |      |      |      | 1    | 2    |
| 10   | 3    | 4    | 5    | 6    | 7    | 8    | 9    |
| 11   | 10   | 11   | 12   | 13   | 14   | 15   | 16   |
| 12   | 17   | 18   | 19   | 20   | 21   | 22   | 23   |
| 1    | 24   | 25   | 26   | 27   | 28   | 29   | 30   |
| 14   | 31   |      |      |      |      |      |      |

| April | April | April | April | April | April | April | April |
| Kw    | Mo    | Di    | Mi    | Do    | Fr    | Sa    | So    |
| ----- | ----- | ----- | ----- | ----- | ----- | ----- | ----- |
| 14    |       | 1     | 2     | 3     | 4     | 5     | 6     |
| 15    | 7     | 8     | 9     | 10    | 11    | 12    | 13    |
| 16    | 14    | 15    | 16    | 17    | 18    | 19    | 20    |
| 17    | 21    | 22    | 23    | 24    | 25    | 26    | 27    |
| 18    | 28    | 29    | 30    |       |       |       |       |

| Mai | Mai | Mai | Mai | Mai | Mai | Mai | Mai |
| Kw  | Mo  | Di  | Mi  | Do  | Fr  | Sa  | So  |
| --- | --- | --- | --- | --- | --- | --- | --- |
| 18  |     |     |     | 1   | 2   | 3   | 4   |
| 19  | 5   | 6   | 7   | 8   | 9   | 10  | 11  |
| 20  | 12  | 13  | 14  | 15  | 16  | 17  | 18  |
| 21  | 19  | 20  | 21  | 22  | 23  | 24  | 25  |
| 22  | 26  | 27  | 28  | 29  | 30  | 31  |     |

| Juni | Juni | Juni | Juni | Juni | Juni | Juni | Juni |
| Kw   | Mo   | Di   | Mi   | Do   | Fr   | Sa   | So   |
| ---- | ---- | ---- | ---- | ---- | ---- | ---- | ---- |
| 22   |      |      |      |      |      |      | 1    |
| 23   | 2    | 3    | 4    | 5    | 6    | 7    | 8    |
| 24   | 9    | 10   | 11   | 12   | 13   | 14   | 15   |
| 25   | 16   | 17   | 18   | 19   | 20   | 21   | 22   |
| 26   | 23   | 24   | 25   | 26   | 27   | 28   | 29   |
| 27   | 30   |      |      |      |      |      |      |

| Juli | Juli | Juli | Juli | Juli | Juli | Juli | Juli |
| Kw   | Mo   | Di   | Mi   | Do   | Fr   | Sa   | So   |
| ---- | ---- | ---- | ---- | ---- | ---- | ---- | ---- |
| 27   |      | 1    | 2    | 3    | 4    | 5    | 6    |
| 2    | 7    | 8    | 9    | 10   | 11   | 12   | 13   |
| 29   | 14   | 15   | 16   | 17   | 18   | 19   | 20   |
| 30   | 21   | 22   | 23   | 24   | 25   | 26   | 27   |
| 31   | 28   | 29   | 30   | 31   |      |      |      |

| August | August | August | August | August | August | August | August |
| Kw     | Mo     | Di     | Mi     | Do     | Fr     | Sa     | So     |
| ------ | ------ | ------ | ------ | ------ | ------ | ------ | ------ |
| 31     |        |        |        |        | 1      | 2      | 3      |
| 32     | 4      | 5      | 6      | 7      | 8      | 9      | 10     |
| 33     | 11     | 12     | 13     | 14     | 15     | 16     | 17     |
| 34     | 18     | 19     | 20     | 21     | 22     | 23     | 24     |
| 35     | 25     | 26     | 27     | 28     | 29     | 30     | 31     |

| September | September | September | September | September | September | September | September |
| Kw        | Mo        | Di        | Mi        | Do        | Fr        | Sa        | So        |
| --------- | --------- | --------- | --------- | --------- | --------- | --------- | --------- |
| 36        | 1         | 2         | 3         | 4         | 5         | 6         | 7         |
| 37        | 8         | 9         | 10        | 11        | 12        | 13        | 14        |
| 38        | 15        | 16        | 17        | 18        | 19        | 20        | 21        |
| 39        | 22        | 23        | 24        | 25        | 26        | 27        | 28        |
| 40        | 29        | 30        |           |           |           |           |           |

| Oktober | Oktober | Oktober | Oktober | Oktober | Oktober | Oktober | Oktober |
| Kw      | Mo      | Di      | Mi      | Do      | Fr      | Sa      | So      |
| ------- | ------- | ------- | ------- | ------- | ------- | ------- | ------- |
| 40      |         |         | 1       | 2       | 3       | 4       | 5       |
| 41      | 6       | 7       | 8       | 9       | 10      | 11      | 12      |
| 42      | 13      | 14      | 15      | 16      | 17      | 18      | 19      |
| 43      | 20      | 21      | 22      | 23      | 24      | 25      | 26      |
| 44      | 27      | 28      | 29      | 30      | 31      |         |         |

| November | November | November | November | November | November | November | November |
| Kw       | Mo       | Di       | Mi       | Do       | Fr       | Sa       | So       |
| -------- | -------- | -------- | -------- | -------- | -------- | -------- | -------- |
| 44       |          |          |          |          |          | 1        | 2        |
| 45       | 3        | 4        | 5        | 6        | 7        | 8        | 9        |
| 46       | 10       | 11       | 12       | 13       | 14       | 15       | 16       |
| 47       | 17       | 18       | 19       | 20       | 21       | 22       | 23       |
| 48       | 24       | 25       | 26       | 27       | 28       | 29       | 30       |

| Dezember | Dezember | Dezember | Dezember | Dezember | Dezember | Dezember | Dezember |
| Kw       | Mo       | Di       | Mi       | Do       | Fr       | Sa       | So       |
| -------- | -------- | -------- | -------- | -------- | -------- | -------- | -------- |
| 49       | 1        | 2        | 3        | 4        | 5        | 6        | 7        |
| 50       | 8        | 9        | 10       | 11       | 12       | 13       | 14       |
| 51       | 15       | 16       | 17       | 18       | 19       | 20       | 21       |
| 52       | 22       | 23       | 24       | 25       | 26       | 27       | 28       |
| 1        | 29       | 30       | 31       |          |          |          |          |

## Ereignisse

### Politik und Weltgeschehen

#### Seerepubliken

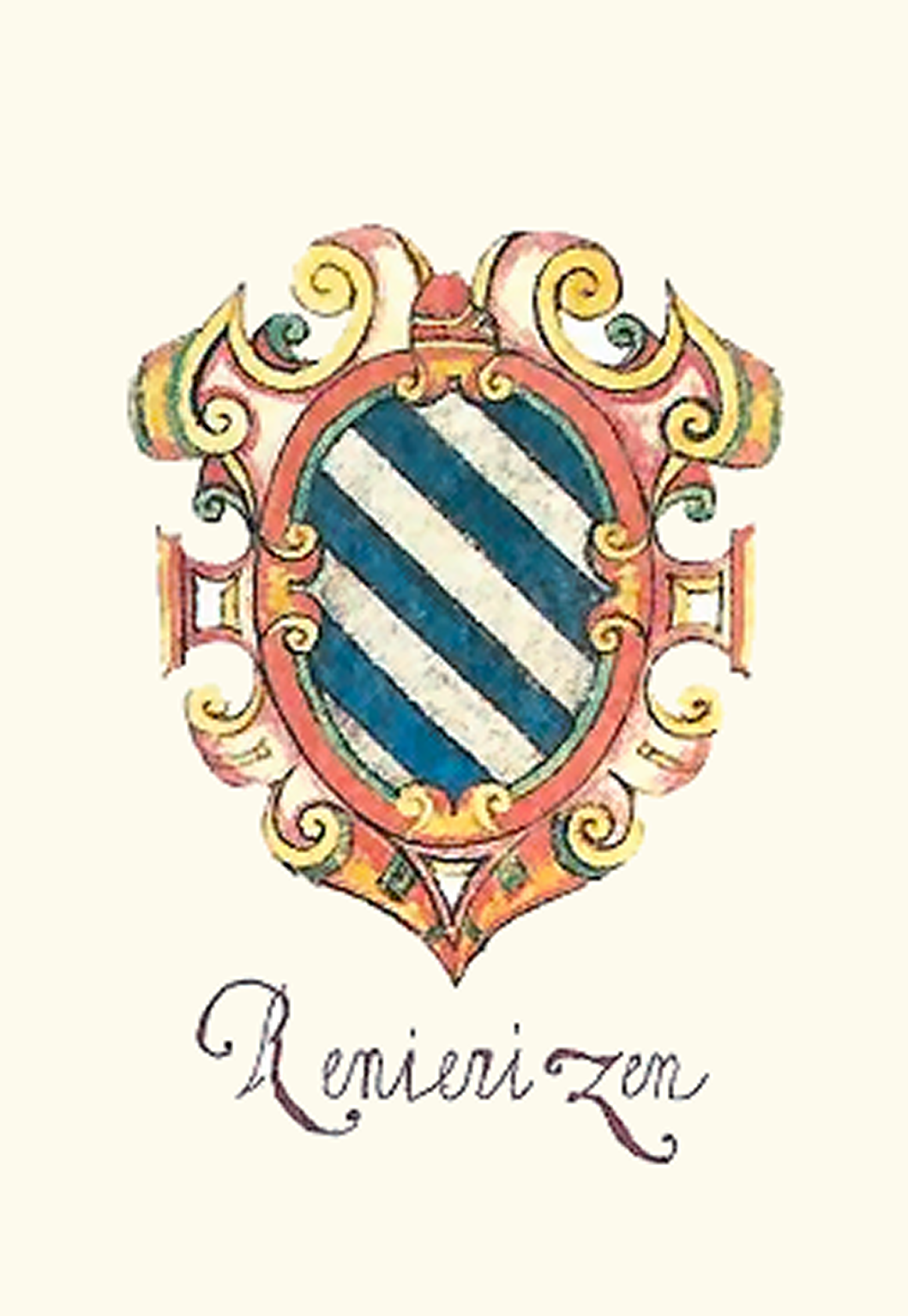
Wappen Renier Zens

- 25. Januar: Renier Zen wird zum Dogen von Venedig gewählt. Er folgt dem am 1. Januar verstorbenen Marino Morosini nach.
- Die Republik Genua errichtet in Safi im heutigen Marokko einen Stützpunkt.

#### Reichsitalien und Königreich Sizilien
- 10. Oktober: König Konrad IV. erobert auf seinem Italienzug die Stadt Neapel, die ihm zunächst den Gehorsam verweigert hat. Langsam gelingt es ihm, die Herrschaft über das Königreich Sizilien zu festigen.

#### Flämischer Erbfolgekrieg
- 4. Juli: Ein niederrheinisches Ritterheer unter Florens dem Vogt besiegt ein franko-flämisches Heer unter Guido I. aus dem Haus Dampierre in der Schlacht bei Westkapelle. Nahezu alle franko-flämischen Ritter und Fürsten werden gefangen genommen und müssen für ihre Freilassung Lösegeldzahlungen aufbringen. Das Haus Dampierre gerät daraufhin im flämischen Erbfolgekrieg in die Defensive. Der deutsche Gegenkönig Wilhelm von Holland erklärt Margarete von Flandern am 11. Juli des Namur und Hennegau für verlustig. Dieser gelingt es jedoch, Karl von Anjou, den Bruder des auf Kreuzzug im Heiligen Land befindlichen französischen Königs Ludwig IX. für ihre Sache zu gewinnen, indem sie ihm den für sie ohnehin verlorenen Hennegau verspricht. Er stellt sich Johann und Balduin von Avesnes entgegen und nimmt Valenciennes und Mons ein, einem Aufeinandertreffen mit König Wilhelm geht er allerdings aus dem Weg.

#### Weitere Ereignisse im Heiligen Römischen Reich
- 17. Juli: Auf der Lippebrücke bei Werne gründen Dortmund, Soest, Münster und Lippstadt den sogenannten „Werner Bund“. Dieser westfälische Städtebund wird zu einem Vorläufer der Städtehanse.
- 22. Juli: Mit Albert III. stirbt der letzte Graf von Tirol aus dem Haus Tirol ohne männlichen Nachkommen. Er wird von seinem Schwiegersohn Meinhard I. von Görz und Istrien beerbt, der damit das Geschlecht der Meinhardiner in Tirol begründet. Ein weiterer Schwiegersohn Alberts, ein Graf von Hirschberg, erbt den nördlichen Teil Tirols.
- 23. September: Nach dem Tod von Wenzel I. wird sein Sohn Ottokar II. Přemysl König von Böhmen, der aus seiner Ehe mit Margarete von Babenberg Ansprüche auf das Erbe der in der männlichen Linie ausgestorbenen Babenberger erhebt. Sein ausdrückliches Ziel ist überdies die Kaiserwürde des Heiligen Römischen Reiches. Der ungarische König Béla IV. fühlt sich durch diesen Machtzuwachs des benachbarten Reiches bedroht und geht gemeinsam mit dem Wittelsbacher Herzog Otto II. von Bayern und dem Seniorherzog Bolesław V. von Polen aus dem Haus der Piasten gegen Ottokar vor.
- 29. November: Nach dem Tod Herzog Ottos II. übernehmen seine Söhne Ludwig II. und Heinrich XIII. vorläufig gemeinsam die Herrschaft über das Herzogtum Bayern und die Pfalzgrafschaft bei Rhein.

#### Osteuropa
- 6. Juli: Der litauische Großfürst Mindaugas erhält die Königskrone.

#### Asien

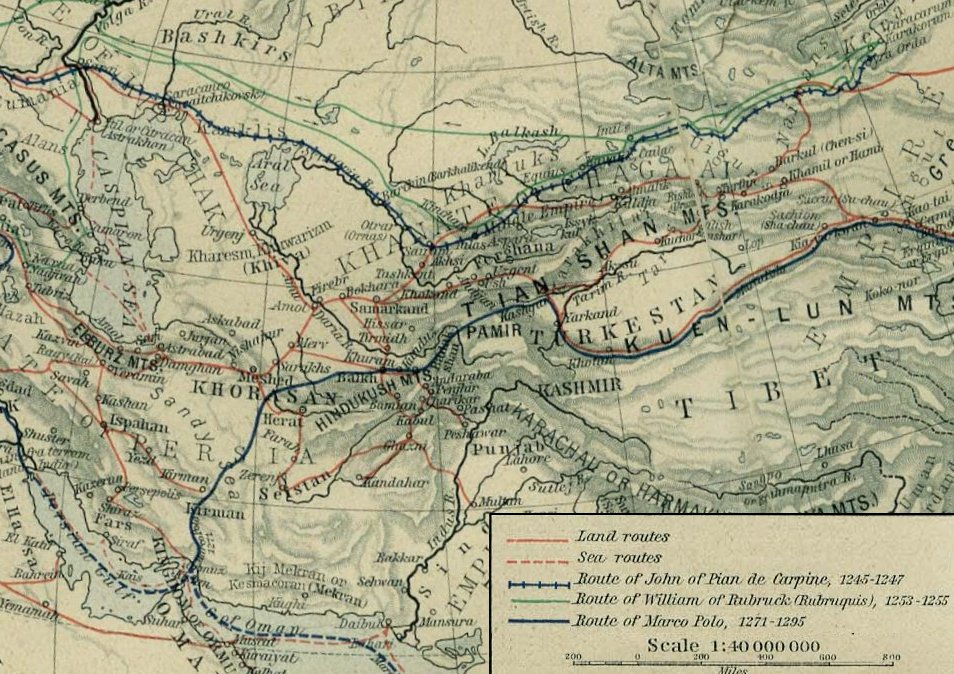
Die Reiseroute Wilhelm von Rubruks (grün)

- 7. Mai: Der flämische Franziskaner Wilhelm von Rubruk bricht im Auftrag des französischen Königs Ludwig IX. gemeinsam mit einem Ordensbruder, einem Dolmetscher und einem Diener von Konstantinopel aus zu einer Reise nach Zentralasien und in den Fernen Osten auf. Sein Ziel ist die mongolische Hauptstadt Karakorum, wo er am 27. Dezember eintrifft. Ein Ziel seiner Reise ist, Großkhan Möngke dazu zu bewegen, die westliche Christenheit im Kampf gegen den Islam und bei dem Versuch einer Wiedereroberung des Heiligen Landes zu unterstützen.
- Die Mongolen erobern das Königreich Dali.

#### Stadtrechte und urkundliche Ersterwähnungen
- 12. Juli: Markgraf Johann I. von Brandenburg verleiht dem Ort Frankfurt (Oder) das Stadtrecht. Am 14. Juli wird eine ergänzende Urkunde ausgefertigt, die der zukünftigen Stadt Vrankenvorde das alleinige Niederlagsrecht in ihrem Umkreis und mehr Land auch rechts der Oder zusichert.
- Erste urkundliche Erwähnung von Riniken, Waldenburg und Neu Baumburg
- Glogau erhält das Stadtrecht.
- Nordhausen wird freie Reichsstadt.
- Kroppenstedt erhält das Stadtrecht.

### Wirtschaft
- 22. Januar: Aufgrund einer Genehmigung Heinrichs III. entsteht die Handelsmesse Scarborough Fair, die jährlich vom 15. August bis zum 29. September abgehalten wird.

### Wissenschaft und Technik
- Robert von Sorbon gründet das Collège de Sorbonne in Paris.

### Kultur und Gesellschaft
- Die Bucintoro, das Staatsschiff, an dessen Bord sich der Doge von Venedig befindet, führt erstmals die Festa della Sensa in Venedig an, an der die gesamte Signoria teilnimmt.
- um 1253: Graf Rudolf von Habsburg heiratet Gertrud von Hohenberg.

### Religion

#### Buddhismus
- Januar: Der japanische Zen-Meister Dōgen vollendet sein Hauptwerk Shōbōgenzō, die zentrale Schrift für die Anhänger des Sōtō-Zen. Darin beschreibt er unter anderem die Meditationstechnik des Shikantaza.
- 28. April: Gemäß der Überlieferung rezitiert der japanische Mönch Nichiren erstmals das Mantra Nam(u) Myōhō Renge Kyō und legt damit den Grundstein für den Nichiren-Buddhismus.

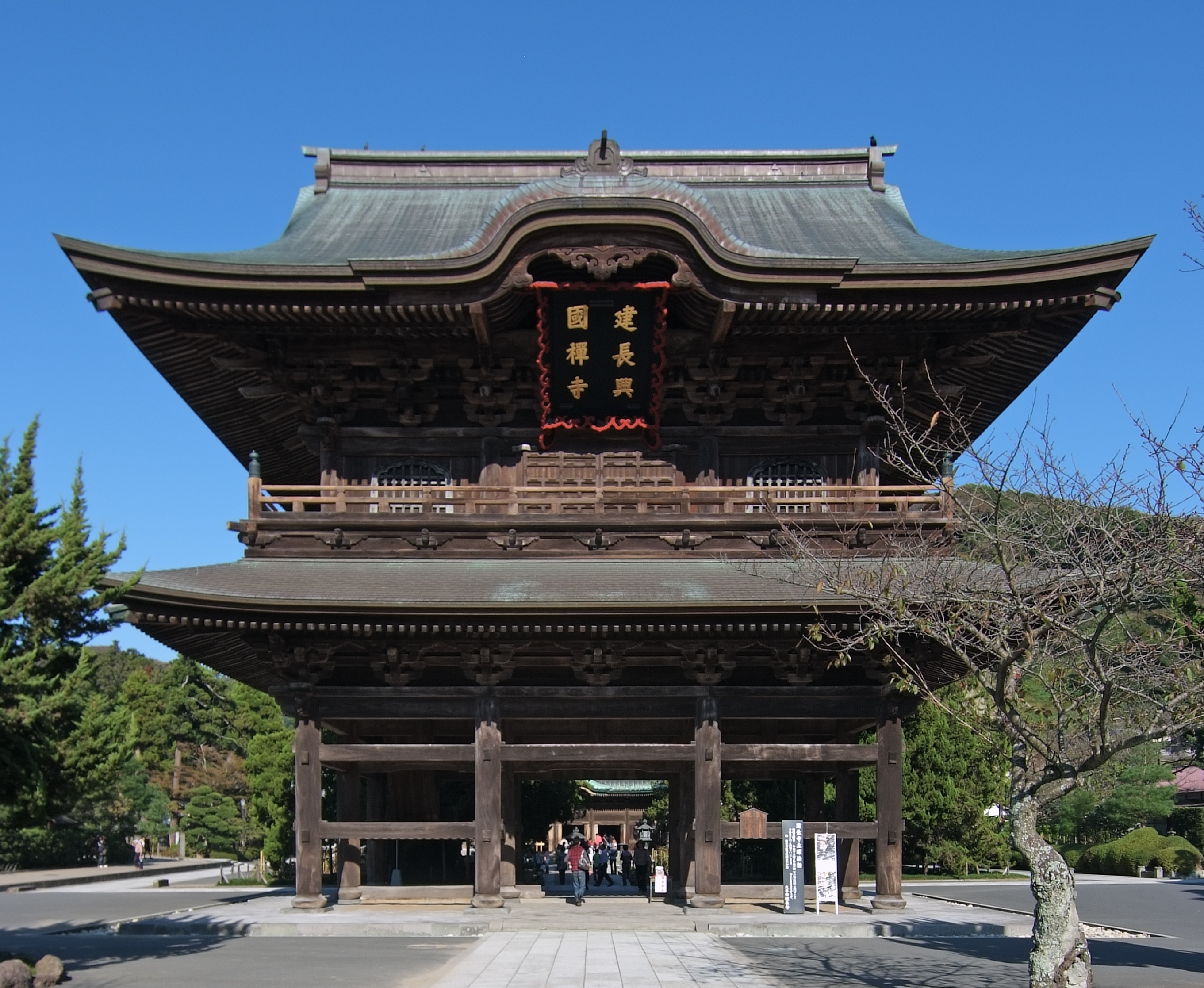
Kenchō-ji Sammon

- Der Kenchō-ji, ein buddhistischer Haupt-Tempel der Rinzai-Schule des japanischen Zen in Kamakura, wird vom fünften Hōjō-Shikken, Hōjō Tokiyori, mit Unterstützung des Go-Fukakusa-tennō erbaut und nach der gerade gültigen Regierungsdevise Kenchō benannt.

#### Christentum
- 8. August: Papst Innozenz IV. besucht Klara von Assisi an ihrem Sterbebett.
- 9. August: Der Papst bestätigt die Regel der Klarissen mit der päpstlichen Bulle Solet annuere. Der 1212 gegründete Orden zählt jetzt 150 Konvente.
- Das Kloster Himmelpforten im Harz wird gegründet.

## Geboren

### Geburtsdatum gesichert
- 18. März: Egbert I., Graf von Bentheim († 1311)

### Genaues Geburtsdatum unbekannt
- um den 17. Oktober: Ivo Hélory, bretonischer Priester und Offizial des Bistums Tréguier († 1303)
- Amir Chosrau, persischsprachiger Dichter und Musikwissenschaftler aus Indien († 1325)
- Beatrix von Falkenburg, Gemahlin des römisch-deutschen Königs Richard von Cornwall († 1277)
- Blanche, französische Prinzessin und Klostergründerin († 1323)
- Johann II., Graf von Holstein-Kiel († 1321)
- Nikō, japanischer buddhistischer Mönch und Tempelgründer († 1314)
- Stefan Uroš II. Milutin, König von Raszien, der Küstenländer und aller Serben († 1321)

### Geboren um 1253
- um 1253: Dinus de Rossonis Mugellanus, italienischer Rechtsgelehrter († zwischen 1298 und 1303)
- 1252/1253: Amadeus V., Graf von Savoyen

## Gestorben

### Erstes Halbjahr

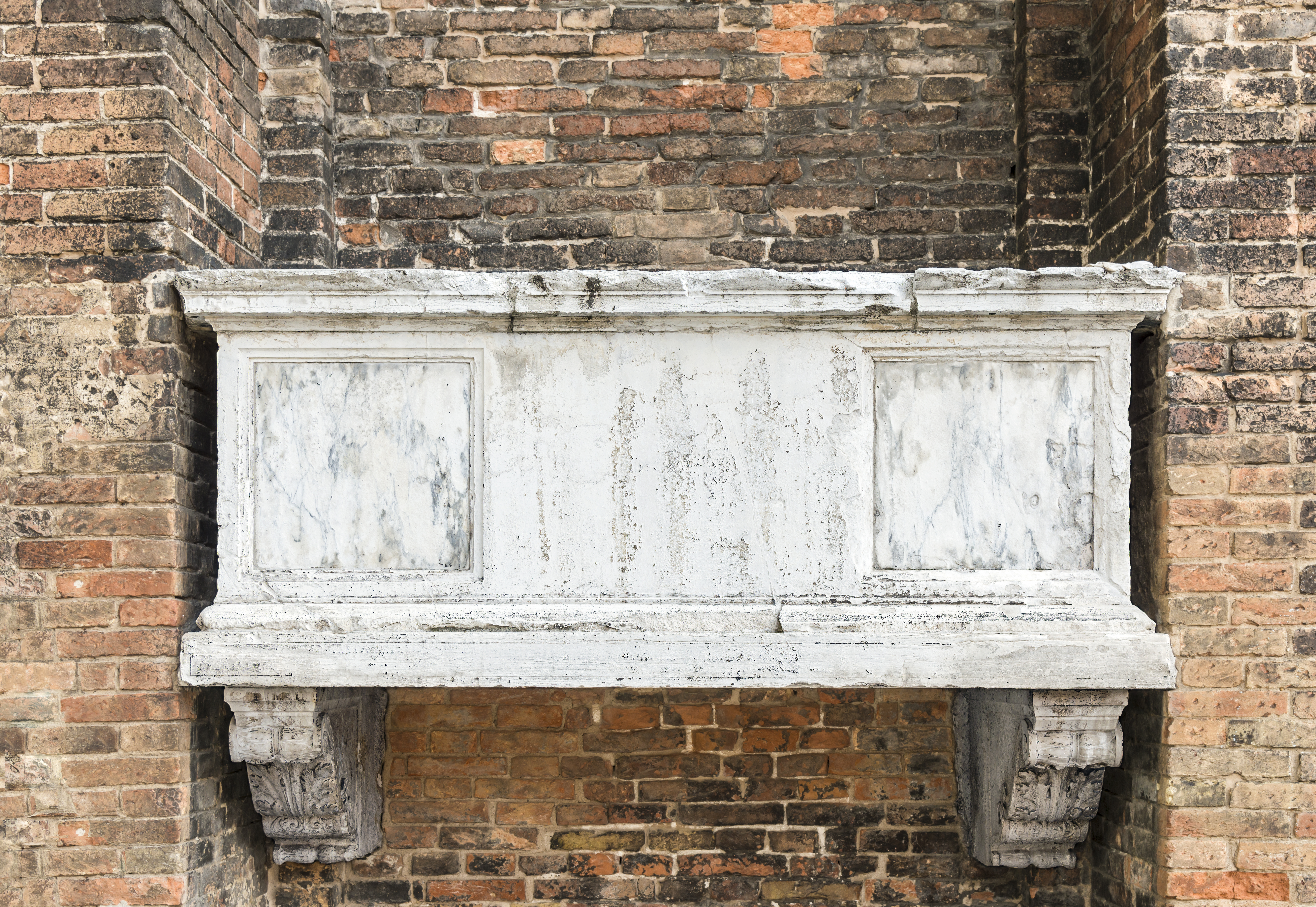
Grab Marino Morosinis

- 1. Januar: Marino Morosini, Doge von Venedig (* 1181)
- 13. Januar: Johann von Diepholz, Bischof von Minden (* um 1175)
- 12. März: Fina, Heilige der römisch-katholischen Kirche (* 1238)
- 3. April: Richard von Chichester, Bischof von Chichester (* 1197/98)
- 5. April: Wilbrand von Käfernburg, Erzbischof von Magdeburg (* um 1180)
- 22. April: Elias von Cortona, zweiter Generalminister der Franziskaner (* um 1180)
- 25. Mai: Petrus de Collemedio, katholischer Bischof und Kardinal, Erzbischof von Rouen
- 3. Juni: Margaret de Beaumont, 7. Countess of Warwick, englische Adelige (* vor 1220)
- 12. Juni: Bonifatius II., Markgraf von Montferrat und Titularkönig von Thessaloniki (* 1202/03)

### Zweites Halbjahr
- 8. Juli: Theobald I., König von Navarra und Graf der Champagne (* 1201)
- 13. Juli: Amadeus IV., Graf von Maurienne und Savoyen (* 1197)
- 22. Juli: Albert III., Graf von Tirol und Vogt von Trient und Brixen (* um 1180)

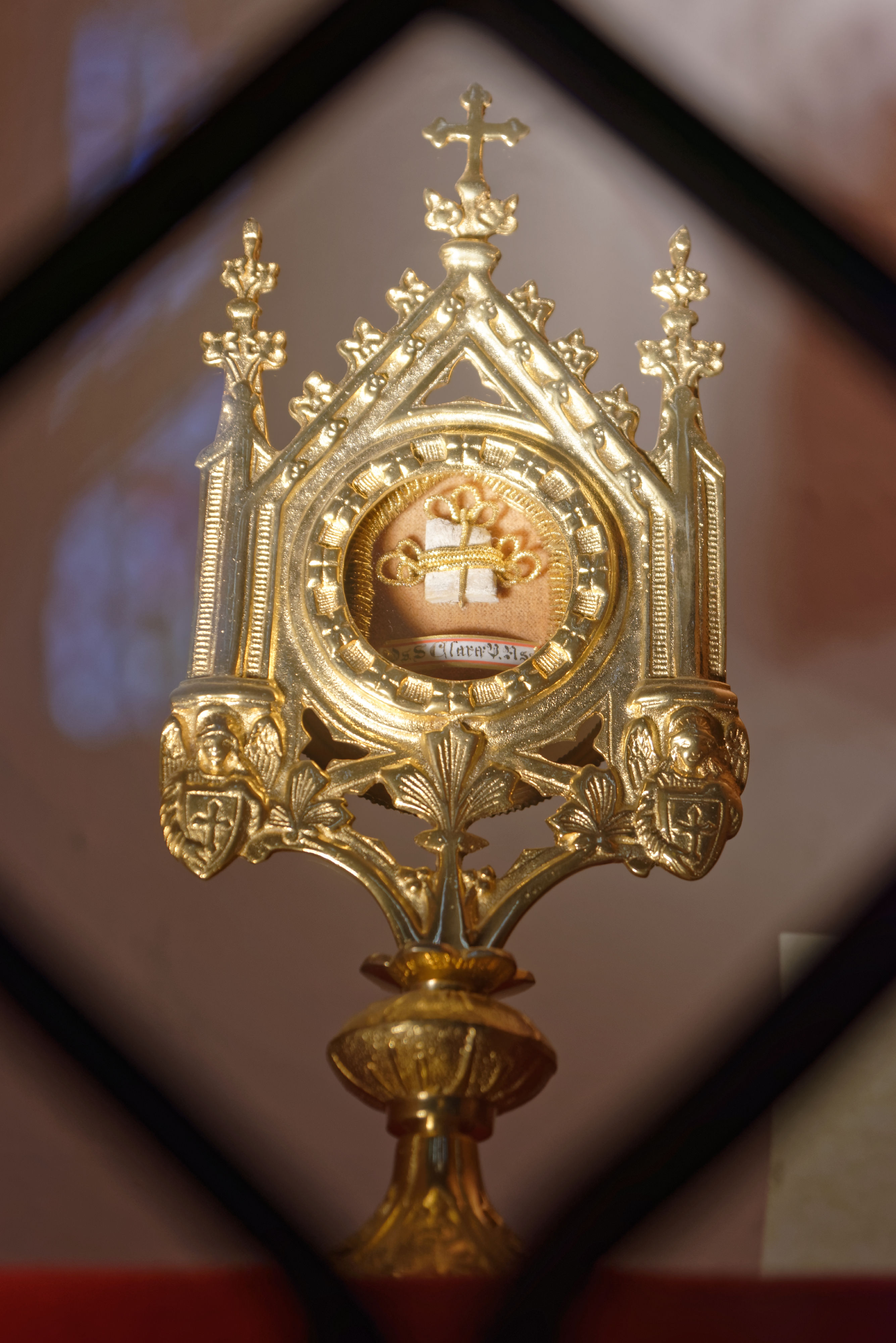
Reliquiar der heiligen Klara in St. Jakobus in Rüdesheim am Rhein

- 11. August: Klara von Assisi, Ordensgründerin der Klarissen und Heilige der katholischen Kirche (* 1193/94)
- 14. September: Ulrich von Ortenburg, Bischof von Gurk (* 1188)

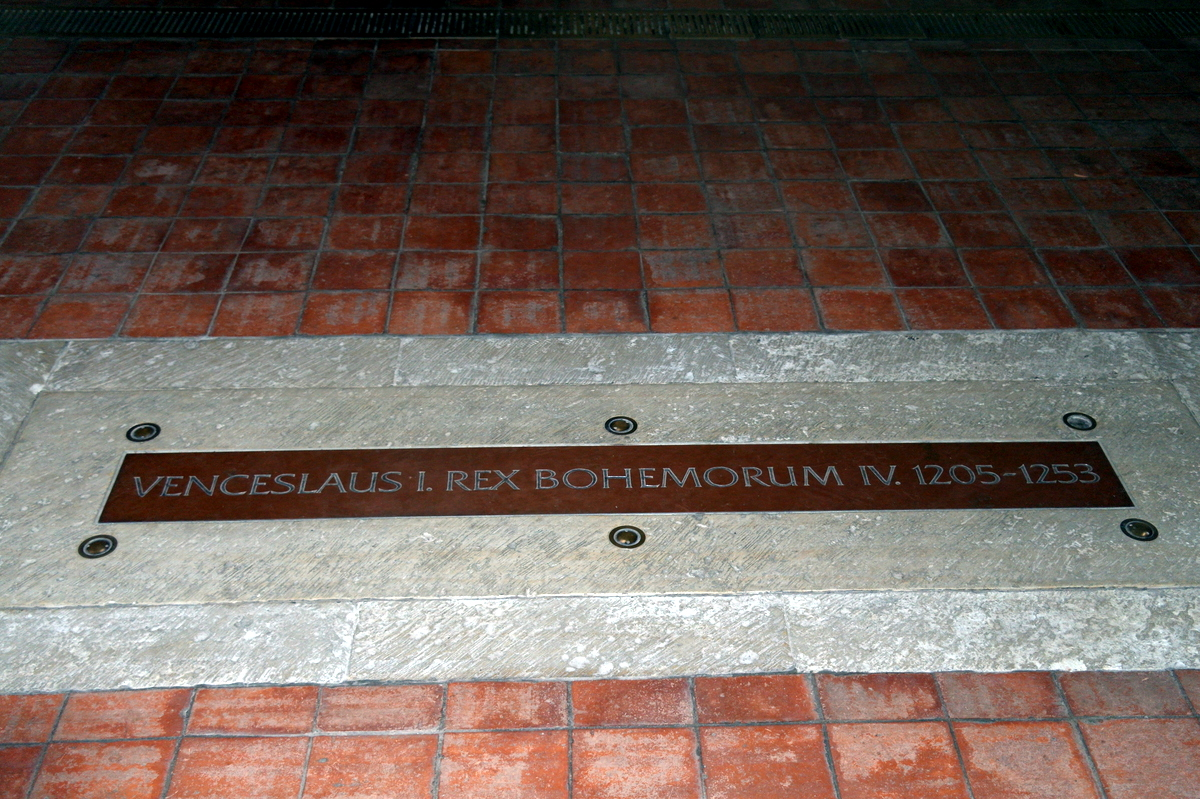
Wenzels Grabstein in Staré Město (Prag)

- 23. September: Wenzel I., König von Böhmen (* um 1205)
- vor 7. Oktober: William de Vesci, englischer Adeliger (* um 1205)
- 9. Oktober: Robert Grosseteste, englischer Theologe und Philosoph, Bischof von Lincoln und Lehrer von Roger Bacon (* vor 1170)
- 31. Oktober: Wilhelm, Bischof von Cammin
- 16. November: Agnes von Assisi, Klarisse und Schwester der Heiligen Klara (* 1197/98)
- 29. November: Otto II., Herzog von Bayern und Pfalzgraf bei Rhein (* 1206)

### Genaues Todesdatum unbekannt
- Spätsommer: Dōgen, japanischer Zen-Meister (* 1200)
- Ahmad at-Tifaschi, arabischer Mineraloge (* 1184)
- Albero II. von Polheim, erster Landrichter von Österreich ob der Enns
- Christian II. von Bolanden, Erzbischof von Mainz (* 1179)
- Helen ferch Llywelyn, cambro-normannische Adelige in Wales (* um 1207)
- Hermann I. von Holte, Abt der Benediktinerabtei Corvey
- Meinhard von Kranichfeld, Bischof von Halberstadt (* um 1200)
- Nikolaus von Nauen, Bischof von Riga
- Mathilde von Vianden, deutsche Adelige

### Gestorben um 1253
- Vykintas, Fürst von Schamaiten